# もじゃ先輩とさくら君
もじゃ先輩とさくら君（もじゃせんぱいとさくらくん）は、ラジオ関西 アニたまどっとコム枠内で2011年4月7日から2016年3月25日まで放送されていた利根健太朗と佐倉綾音がパーソナリティを務めるラジオ番組（アニラジ）である。

## 概要
パーソナリティは
- 利根健太朗（もじゃ先輩）
- 佐倉綾音（さくら君）

の2人。なお「もじゃ」は利根の髪型にちなむ。番組中ではもっぱら「利根さん」と呼ばれる。
「アニたま高校放送部OGのさくら君こと佐倉綾音と、ただ今15年留年中のもじゃ先輩こと利根健太朗が繰り広げる、おき楽デコボコラジオバラエティー」とされている。なお、2人の実年齢は、11年離れている。
番組略称は「毛桜（けざくら）」で、第2回（2011年4月14日）でのリスナーからの提案が採用された。「もじゃさく」と呼ばれることもある。
ラジオ関西アニたまどっとコム枠大幅改編により、2015年4月3日から番組放送日が毎週金曜日23:30 - 24:00に変更になった。

## 放送局
| 放送局                              | 日時 | 備考               |
| ----------------------------------- | --- | ------------------ |
| ラジオ関西                          | 毎週木曜日25:00 – 25:30（2011年4月7日 - 2015年3月26日） 毎週金曜日23:30 - 24:00（2015年4月3日 - 2016年3月25日） |                    |
| インターネットラジオ配信 別冊ラジ関 | 毎週月曜日更新（2011年4月11日 - 2016年3月28日）                                                                 | バックナンバーなし |

## コーナー

### 現行コーナー
一発ギャグ
番組冒頭で行われる利根の一発ギャグ。実際は一発ギャグというよりは1人ショートコント風。第1回（2011年4月7日）から。
マジマ作戦
事務所の間島（まじま）先輩からの指令を受けて、佐倉（使徒アヤネル）が利根をモテ男にするコーナー。第3回（2011年4月21日）で「利根健太朗イケメン化計画」として告知され、第4回（2011年4月28日）に「マジマ作戦」としてスタート。初回では、利根が買った新品のパソコン（レノボのデスクトップ）を佐倉がデコレーションした。コーナー名は『新世紀エヴァンゲリオン』の「ヤシマ作戦」より。
わかりますか、アヤネルさん。
佐倉がよく知らない漫画やアニメについて語らせる。第14回（2011年5月19日）から。コーナー名は『よんでますよ、アザゼルさん。』より。
BGMに乗せるひとこと
エンディングBGMのイントロに乗せ、短いフレーズを利根（まれに佐倉）が歌う。第7回（2011年5月19日）から利根がアドリブで歌い出し、第9回（2011年6月2日）からメールを募集。
トネトーーク
お題に対して凸凹コンビの2人が共通点を見つけて心を1つにしようとするコーナー。答えを合わせる時に「僕たちは○○声優です」と言う。コーナー名はアメトーークより。第28回（2011年10月13日）から。
毛桜落語協会　通称けざらく
大喜利スキルを磨くためのコーナー。コーナー名は『じょしらく』より。第70回（2012年8月2日）から。
反省会
エンディング後に内容を振り返る。第1回（2011年4月7日）から。

### 終了コーナー
感じるレッスン
男が胸キュンする台詞を佐倉に読み上げさせ、利根の熱血演技レッスンでより青春を感じさせる台詞にするコーナー。ただし大抵の場合、佐倉は企画の趣旨に沿わずコミカルに言ってしまう。第2回（2011年4月14日）から第21回（2011年8月25日）まで。

### 単発企画
クイズ 正解はもじゃです
第1回（2011年4月7日）。自己紹介を兼ねたエピソードクイズ。利根が出題し佐倉が答えるが、全て問題は「〜は誰でしょう」で正解は「もじゃ先輩」。
クイズ もちろん正解はさくらです
第1回（2011年4月7日）。「クイズ 正解はもじゃです」の出題者と回答者が交代。
メールアドレス争奪戦
第1回（2011年4月7日）。2人がじゃんけんをし、佐倉が勝った結果、番組メールアドレスが sakura@anitama.com に決定した（利根が勝ったら mosa@anitama.com になっていた）。

## ゲスト
- 第34回（2011年11月17日）：鹿野優以
- 第155回（2014年3月20日）：angela
- 第163回（2014年5月15日）：ゴー☆ジャス

## イベント
公開録音「はじめての全校集会」
- 開催日 - 2013年3月10日
- 会場 - 神戸・六甲アイランド「KFMホール"イオ"」

アニたま三国志「まよなかもじゃまみれだよ〜」
- アニたまどっとコム内の3番組による合同公開録音
- 開催日 - 2015年9月26日
- 会場 - 神戸市若松公園「鉄人広場」KOBEぽっぷカルチャーフェスティバル特設ステージ
- 出演 - 山本希望（『まよなかデリバリー』より）、利根健太朗（『もじゃ先輩とさくら君』より）、五十嵐裕美（『ゆきんこ・りえしょんのいちごまみれだよ〜』より）

もじゃ先輩とさくら君〜卒業式だよ！全員集合！〜
- 開催日 - 2016年5月21日
- 会場 - 神戸・六甲アイランド「KFMホール"イオ"」

## 関連商品

### ラジオCD
もじゃ先輩とさくら君 ラジオCD アニたま高校はじめての遠足〜浅草編〜
- 2011年12月のコミックマーケット81にて先行発売、2011年12月31日よりアニたまSHOPで取り扱い開始。
- 新録のDisc1（『マジマ作戦 in 浅草』、『激白!もじゃ先輩、悲しき浅草デートの巻』、『先輩!おみくじ引きましょう!』）と、バックナンバーのDisc2（第1回 - 第26回のmp3データ）の2枚組。

もじゃ先輩とさくら君 ラジオCD vol.2 アニたま高校 課外授業〜銀座の女編〜
- 神戸まつりにて先行発売、2012年6月8日よりアニたまSHOPで取り扱い開始。
- 新録のDisc1（『大人の心理テスト 』、『大人の女性は料理が出来る!』、『大人の女性は美しい!足つぼでキレイになろう!』、『大人の女性は銀座の街が似合う!』）と、バックナンバーのDisc2（第27回 - 第52回のmp3データ）の2枚組。

もじゃ先輩とさくら君 ラジオCD vol.3 アニたま高校特別授業〜もじゃ落下編〜
- 2012年12月28日よりアニたまSHOPで取り扱い開始。
- 新録のDisc1（『ケジメ漢気クイズ Phase1 〜出発〜』、『ケジメ漢気クイズ Phase2 〜漢気サイコロ&テレフォン〜』、『飛行場到着』、『ケジメ漢気クイズ Phase3 〜解答〜』）と、バックナンバーのDisc2（第53回 - 第78回のmp3データ）の2枚組。

もじゃ先輩とさくら君 ラジオCD vol.4 アニたま高校 保健室〜放課後はジューシーピンク編〜
- コミックマーケット84にて先行発売、2013年9月1日よりアニたまSHOPで取り扱い開始。
- 新録のDisc1（『もじゃ先輩「モテたいんです!」』、『さくら君「復活! 感じるレッスン」』、『ジューシー相談「もじゃ、好きな人がいます!」』、『ジューシー相談「さくら、恋がしたいんです!」』）と、バックナンバーのDisc2（第79回 - 第104回のmp3データ）の2枚組。

もじゃ先輩とさくら君 ラジオCD vol.5 アニたま高校 OBの部屋 〜マジ〜!?マジマ作戦編〜
- コミックマーケット85にて先行発売、2014年1月21日よりアニたまSHOPで取り扱い開始。
- ゲストに間島淳司を迎えた新録のDisc1（『アニたま高校OB・間島先輩の家へ』、『マジマ作戦〜美少女ゲーム篇〜』、『間島餃子』、『穴埋め2014! マジ大予想』）と、バックナンバーのDisc2（第105回 - 第130回のmp3データ）の2枚組。

もじゃ先輩とさくら君 ラジオCD vol.6 アニたま高校 卒業旅行〜さくら君、旅がしたい編〜
- 2014年8月13日よりアニたまSHOPで取り扱い開始。
- ゲストに山口清裕、内山夕実を迎えた新録のDisc1（『ゆーみんの旅指南』、『キヨさん登場し、ドイツへ』、『スペインから、ギリシャ。そしてイタリアへ!』）と、バックナンバーのDisc2（第131回 - 第156回のmp3データ）の2枚組。

もじゃ先輩とさくら君 ラジオCD VOL.7 もじゃ先輩presents もじゃもじゃハンターファーストG
- コミックマーケット87にて先行発売、2015年1月20日よりアニたまSHOPで取り扱い開始。
- 新録のDisc1（『ようこそ「もじゃもじゃハンター」の訓練所へ』、『モノボケハンター 笛を吹いたら何が出る?』、『響け! 音色にのせた想い』、『以心伝心 もじゃもじゃハートの子守歌』、『肉肉肉肉 美味しく焼けましたぁ〜〜☆』、『ぶっ叩け! 部位破壊のマエストロ』）と、バックナンバーのDisc2（第157回 - 第182回のmp3データ）の2枚組。

もじゃ先輩とさくら君 ラジオCD Vol.8　放送5年目突入記念！ 初心にかえって、もじゃさくラジオ道場！
- 2015年10月30日よりアニたまSHOPで取り扱い開始。コミックマーケット89にて販売。
- 新録のDisc1（『オープニング』、『BOXキーワードトーク』、『箱の中身はWhat's this?』、『せつない・あいうえお作文！』、『ラジオドラマ』、『エンディング〜 反省会』）と、バックナンバーのDisc2（第183回 - 第208回のmp3データ）の2枚組

もじゃ先輩とさくら君 ラジオCD THE FINAL ～嗚呼!ゲスからの卒業～
- 2016年5月21日よりアニたまSHOPで取り扱い開始。番組のファイナルイベント『もじゃ先輩とさくら君～卒業式だよ！全員集合！～』にて販売。収録風景写真を収めたブックレット付き
- 新録のDisc1「嗚呼！ゲスからの卒業」（『オープニング』、『誠実な男とは？』、『ゲスからの卒業・卒業試験』、『エンディング』）とバックナンバーのDisc2（第209回 - 第260回最終回までのmp3データ）の2枚組。